# 1963 w Wojsku Polskim
Kalendarium Wojska Polskiego 1963 – wydarzenia w Wojsku Polskim w roku 1963.

## 1963
- na wyposażenie Wojska Polskiego zostały wprowadzone transportery opancerzone SKOT oraz samochody pancerne FUG D442 i BRDM-2[1]
- do Muzeum Wojska Polskiego w Warszawie uroczyście przekazano sztandar 3 Pomorskiej Dywizji Piechoty im. Romualda Traugutta[2]
- około 50 tysięcy żołnierzy uczestniczyło w odśnieżaniu oraz w akcji przeciwpowodziowej na terenie całego kraju[2]

## Styczeń
21 stycznia
- w Warszawie delegacja i poczet sztandarowy 3 Pomorskiej Dywizji Zmechanizowanej im. Romualda Traugutta uczestniczyła w uroczystości odsłonięcia tablicy pamiątkowej przy ulicy Smolnej, w miejscu gdzie znajdował się dom, w którym mieszkał i został aresztowany w nocy z 11 na 12 kwietnia 1864 ostatni dyktator powstania styczniowego Romuald Traugutt[2]

## Luty
20 lutego
- w Centralnym Domu Armii Radzieckiej w Moskwie uroczyście przekazano dary dla Muzeum WP[2]

27 lutego
- w Warszawie odbyła się narada Komitetu Ministrów Obrony Zjednoczonych Sił Zbrojnych Układu Warszawskiego[1]

28 lutego
- odbyła się II centralna narada aktywu Kół Młodzieży Wojskowej szkół oficerskich[2]

## Marzec
6–7 marca
- w Głównym Kwatermistrzostwie WP odbyła się doroczna narada specjalistów służb kwatermistrzowskich szczebla centralnego, okręgów wojskowych oraz rodzajów wojsk[2]

28 marca–5 kwietnia
- w NRD przebywała delegacja Wojska Polskiego z Marianem Spychalskim na czele[3]

30 marca
- weszła w życie ustawa z dnia 28 marca 1963 zmieniająca ustawę o powszechnym obowiązku wojskowym[4]; nowela między innymi usankcjonowała przeprowadzony w 1962 podział Wojsk Lotniczych i Obrony Przeciwlotniczej Obszaru Kraju na Wojska Lotnicze i Wojska Obrony Powietrznej Kraju oraz określiła na nowo czas trwania zasadniczej służby wojskowej
- weszło w życie rozporządzenie Rady Ministrów z dnia 28 marca 1963 w sprawie służby wojskowej w systemie obrony terytorialnej[5]

## Kwiecień
4 kwietnia
- weszła w życie ustawa z dnia 29 marca 1963 o służbie wojskowej chorążych Sił Zbrojnych[6]; na mocy ustawy został utworzony korpus chorążych Sił Zbrojnych oraz ustanowione kolejne stopnie wojskowe: chorążego (chorążego marynarki) i starszego chorążego (starszego chorążego marynarki); ustawa miała zastosowanie także do chorążych pełniących służbę w Wojskach Wewnętrznych podległych Ministrowi Spraw Wewnętrznych

## Maj
4 maja
- Rada Ministrów podjęła uchwałę nr 164/63 o zasadach organizacji jednostek obrony terytorialnej[2] → Trzeci rząd Józefa Cyrankiewicza

5 maja
- w Podgajach odsłonięto pomnik ku czci zamordowanych w lutym 1945 żołnierzy 3 pułku piechoty[2] → Zbrodnia w Podgajach

6 maja
- Minister Obrony Narodowej wydał rozkaz Nr 010/OTK, a Szef Sztabu Generalnego WP zarządzenie Nr 069/Org. w sprawie sformowania, w terminie do dnia 30 maja 1963 roku, poza normami wojska, siedemnastu pułków Obrony Terytorialnej, w tym pięć kategorii A, sześciu kategorii B i sześciu kategorii C:

Bydgoski Pułk Obrony Terytorialnej w Grudziądzu (POW, kat. B, JW 2541)
Białostocki Pułk Obrony Terytorialnej w Ełku (WOW, kat. B, JW 2489)
Gdański Pułk Obrony Terytorialnej w Gdańsku (POW, kat. B, JW 2552)
Katowicki Pułk Obrony Terytorialnej w Gliwicach (ŚOW, kat. A, JW 2904)
Kielecki Pułk Obrony Terytorialnej w Kielcach (WOW, kat. C, JW 2495)
Koszaliński Pułk Obrony Terytorialnej w Koszalinie (POW, kat. C, JW 2703)
Krakowski Pułk Obrony Terytorialnej w Krakowie (WOW, kat. A, JW 2512)
Lubelski Pułk Obrony Terytorialnej w Radzyniu Podlaskim (WOW, kat. B, JW 2530)
Łódzki Pułk Obrony Terytorialnej (ŚOW, kat. C, JW 2871)
Olsztyński Pułk Obrony Terytorialnej w Biskupcu (WOW, kat. A, JW 2475)
Opolski Pułk Obrony Terytorialnej w Opolu (ŚOW, kat. B, JW 3002)
Poznański Pułk Obrony Terytorialnej w Gnieźnie (ŚOW, kat. B, JW 2844)
Rzeszowski Pułk Obrony Terytorialnej w Radymnie (WOW, kat. C, JW 2506)
Szczeciński Pułk Obrony Terytorialnej w Szczecinie (POW, kat. C, JW 2710)
Warszawski Pułk Obrony Terytorialnej w Ułężu (WOW, kat. A, JW 2491)
Wrocławski Pułk Obrony Terytorialnej w Świdnicy (ŚOW, kat. A, JW 2893)
Zielonogórski Pułk Obrony Terytorialnej w Skwierzynie (ŚOW, kat. C, JW 2724)
10 maja
- odbyła się narada przedstawicieli Marynarki Wojennej ZSRR, Narodowej Armii Ludowej NRD i Wojska Polskiego w Polsce[1]

31 maja
- Szkołę Specjalistów Marynarki Wojennej w Ustce została przekształcona w Centrum Szkolenia Specjalistów Marynarki Wojennej[2]

## Czerwiec
7 czerwca
- odbyła się pierwsza w dziejach Wojskowej Akademii Politycznej im. F. Dzierżyńskiego uroczystość nadania tytułów doktorów nauk humanistycznych w zakresie pedagogiki i historii[2]

13–17 czerwca
- w Gdyni przebywał z wizytą zespół 7 szwedzkich okrętów wojennych[2]

## Lipiec
5–12 lipca
- z wizytą w Polsce przebywała oficjalna delegacja Węgierskiej Armii Ludowej z ministrem obrony narodowej WRL, generałem pułkownikiem Lajosem Czinege na czele[2][7]

26 lipca
- w Moskwie odbyło się posiedzenie Doradczego Komitetu Politycznego Układu Warszawskiego[1][8]

## Sierpień
- w Wojskowej Akademii Technicznej im. Jarosława Dąbrowskiego w Warszawie został uruchomiony pierwszy w Polsce laser gazowy skonstruowany przez zespół naukowców pod kierownictwem podpułkownika doktora inżyniera Zbigniewa Puzewicza i podpułkownika magistra inżyniera Kazimierza Dzięciołowskiego[2]

24 sierpnia
- podniesiono banderę na ORP „Orlik”, pierwszym trałowcu bazowym projektu 206F[9]

29 sierpnia
- weszła w życie ustawa z dnia 21 maja 1963 o dyscyplinie wojskowej oraz o odpowiedzialności żołnierzy za przewinienia dyscyplinarne i za naruszenia honoru i godności żołnierskiej[10]; przewidziane w ustawie uprawnienia Ministra Obrony Narodowej i podległych mu organów wojskowych przysługiwały odpowiednio Ministrowi Spraw Wewnętrznych i podległym mu organom w stosunku do żołnierzy pełniących służbę w podległych mu jednostkach → Dyscyplina wojskowa

31 sierpnia
- minister obrony narodowej wydał rozkaz nr 40 o nadaniu Oficerskiej Szkole Wojsk Obrony Przeciwlotniczej imienia porucznika Mieczysława Kalinowskiego[2]

## Wrzesień
1 września
- Oficerska Szkoła Artylerii Przeciwlotniczej w Koszalinie obchodziła swoje 15-lecie powstania[11]

9–14 września
- na terytorium NRD odbyły się ćwiczenia Zjednoczonych Sił Zbrojnych Układu Warszawskiego pod kryptonimem „Kwartet 63”[1][12]

12 września
- weszło w życie rozporządzenie Ministrów Spraw Wewnętrznych i Obrony Narodowej z dnia 30 sierpnia 1963 w sprawie poboru i odroczeń zasadniczej służby wojskowej oraz uznawania żołnierzy za jedynych żywicieli rodzin[13]

14 września
- weszło w życie rozporządzenie Ministra Gospodarki Komunalnej z dnia 19 sierpnia 1963 w sprawie przydzielania organom wojskowym lokali na zakwaterowanie stałe Sił Zbrojnych[14]

16–20 września
- w Kopenhadze z wizytą kurtuazyjną przebywał zespół polskich okrętów wojennych w składzie: niszczyciel „Błyskawica” oraz dwa okręty podwodne „Sęp” i „Orzeł”[2]
- w Gdyni przebywała z wizytą angielska fregata HMS „Rothesay”[2]

21 września
- na Żoliborzu odsłonięto tablicę pamiątkową ku czci żołnierzy 6 pułku piechoty poległych we wrześniu 1944[2] → Walki o przyczółki warszawskie (1944)

24 września
- odbył się pierwszy start rakiety (POW)[1][a]

28–29 września
- w Śląskim Okręgu Wojskowym odbył się zjazd weteranów 4 Dywizji Piechoty im. Jana Kilińskiego[2]

29 września
- o godz. 12:00 na poligonie Drawsko Pomorskie 1 bateria startowa 22 Dywizjonu Rakiet Taktycznych pod dowództwem porucznika Władysława Pulkowskiego przeprowadziła start pierwszej w Wojsku Polskim rakiety taktycznej 3R9[15][a]
- w Wymiarkach, w miejscu gdzie 10 Sudecka Dywizja Piechoty przygotowywała się do forsowania Nysy Łużyckiej, odsłonięto pomnik ku czci poległych żołnierzy Wojska Polskiego[2]

## Październik
7–18 października
- gen. armii St. Popławski, gen. broni Wł. Korczyc, gen. broni P. Połynin, gen. dyw. W. Bewziuk, wiceadmirał W. Czerokow, gen. dyw. B. Kieniewicz, gen. dyw. B. Półturzycki, gen. bryg. R. Malinowski, gen. bryg. M. Melenas, gen. bryg. Wł. Piliński, gen. bryg. pil. A. Romeyko i gen. bryg. W. Sienicki brali udział w obchodach 20-lecia ludowego Wojska Polskiego[16][12]

9 października
- weszła w życie uchwała nr 323 Rady Ministrów z dnia 7 października 1963 w sprawie ustanowienia „Odznaki Braterstwa Broni”[17]
- Gazeta „Żołnierz Wolności” w uznaniu zasług w minionej wojnie oraz w dziedzinie podnoszenia gotowości bojowej Wojska Polskiego w okresie pokojowym została odznaczona Krzyżem Grunwaldu III klasy[16]

10 października
- weszło w życie rozporządzenie Rady Ministrów z dnia 5 października 1963 w sprawie uznania „Aeroklubu Polskiej Rzeczypospolitej Ludowej” za stowarzyszenie wyższej użyteczności[18]

10–18 października
- w Polsce z oficjalną wizytą przebywała delegacja wojskowa Związku Radzieckiego pod przewodnictwem członka KC KPZR i ministra obrony ZSRR, marszałka Związku Radzieckiego Rodiona Malinowskiego[16]

12 października
- odbyły się pierwsze mianowania na stopień chorążego[1]
- odsłonięto Pomnik Żołnierza 1 Armii Wojska Polskiego w Warszawie[16]

14 października
- Polska Rzeczpospolita Ludowa ratyfikowała układ o zakazie prób broni nuklearnej w atmosferze, w przestrzeni kosmicznej i pod wodą, sporządzony w Moskwie dnia 5 sierpnia 1963[19] → Międzynarodowe prawo kosmiczne

23–28 października
- w Polsce przebywali z wizytą radzieccy lotnicy kosmonauci: Walentina Tierieszkowa i Walerij Bykowski[16]

## Listopad
- w Wojskowej Akademii Technicznej im. J. Dąbrowskiego uruchomiono pierwszy w Polsce laser rubinowy[16]

3 listopada
- odsłonięcie pomnika Zaślubin Polski z morzem w Kołobrzegu[16][20]

7 listopada
- generał dywizji pilot Jan Raczkowski został wyznaczony na stanowisko Głównego Inspektora Lotnictwa, a generał brygady pilot Franciszek Kamiński został pełniącym obowiązki dowódcy Lotnictwa Operacyjnego

11 listopada
- generał brygady Tadeusz Pietrzak został wyznaczony na stanowisko dowódcy Wojsk Wewnętrznych Ministerstwa Spraw Wewnętrznych

13 listopada
- w Akademii Sztabu Generalnego w Rembertowie odbyła się sesja naukowa na temat sposobów prowadzenia walki na współczesnym teatrze wojny ze szczególnym uwzględnieniem ruchliwości wojsk jako czynnika decydującego o zwycięstwie[1]

14 listopada
- weszło w życie zarządzenie Ministra Spraw Wewnętrznych z dnia 5 listopada 1963 w sprawie ustalenia i ogłoszenia statutu stowarzyszenia wyższej użyteczności „Aeroklub Polskiej Rzeczypospolitej Ludowej”[21]; zgodnie ze statutem w skład Prezydium Zarządu Głównego Aeroklubu PRL wchodził z urzędu delegat Ministra Obrony Narodowej, a w skład prezydium zarządu aeroklubu regionalnego delegat Wojsk Lotniczych, wyznaczony przez władze tych wojsk

18 listopada
- weszła w życie ustawa z dnia 13 listopada 1963 zmieniająca przepisy o służbie wojskowej żołnierzy Sił Zbrojnych[22]

24 listopada
- w Przasnyszu miała miejsce ceremonia pożegnania sztandaru 64 Pułku Szkolnego Oficerskiej Szkoły Lotniczej im. J. Krasickiego

25 listopada
- szef Głównego Zarządu Politycznego WP ogłosił II Ogólnowojskowy Konkurs Czytelniczy z okazji 20 lecia Polski Ludowej; konkurs został rozstrzygnięty w lipcu następnego roku

28 listopada
- weszło w życie rozporządzenie Ministra Obrony Narodowej z dnia 11 listopada 1963 w sprawie powoływania poborowych i innych osób do czynnej służby wojskowej i zwalniania z tej służby[23]; przedmiotowe rozporządzenie zostało uchylone z dniem 10 czerwca 1992

## Grudzień
4–5 grudnia
- we Wrocławiu odbyła się narada partyjno-służbowa oficerów pionu zaopatrzenia Służby Samochodowej Wojska Polskiego[16]

10–11 grudnia
- odbyła się narada czołowego aktywu partyjnego Sił Zbrojnych PRL[16]

16 grudnia
- w Przasnyszu został rozformowany 64 Lotniczy Pułk Szkolny